# Mimela werneri
Mimela werneri är en skalbaggsart som beskrevs av Guido Sabatinelli 1997. Mimela werneri ingår i släktet Mimela och familjen Rutelidae. Inga underarter finns listade i Catalogue of Life.